# Herbert Bullinger
Herbert Bullinger (Schorndorf, 17 de julho de 1918 - Schorndorf, 30 de janeiro de 2004) foi um oficial alemão que serviu durante a Segunda Guerra Mundial. Foi condecorado com a Cruz de Cavaleiro da Cruz de Ferro.

## Carreira

### Patentes
Rittmeister

### Condecorações
| Cruz de Ferro 2ª Classe                                   |
| Cruz de Ferro 1ª Classe                                   |
| Cruz de Cavaleiro da Cruz de Ferro 1 de fevereiro de 1945 |